# Пискошино
Пискошино (укр. Піскошине) — село,
Менчикуровский сельский совет,
Весёловский район,
Запорожская область,
Украина.
Код КОАТУУ — 2321284002. Население по переписи 2001 года составляло 544 человека.

## Географическое положение
Село Пискошино находится на расстоянии в 6 км от села Менчикуры.
Через село проходит автомобильная дорога Т-0805.

## История
- 1837 год — дата основания.
- Село образовано на земле ранговой дачи капитана И. С. Поскочина, который командовал отрядами русских судов при освобождении из турецкого ярма греческого острова Кефалония 17 октября 1798 года.
- Первыми жителями в 1817 году стали сто семей государственных крестьян из  с. Белозерка, к которым после земельной реформы 1861 года  прибыли казаки из Роменского уезда Полтавской губернии.
- 29 октября 1943 года село освобождено  от фашистов.

## Объекты социальной сферы
- Фельдшерско-акушерский пункт.

## Известные люди
- Яковенко Александр Свиридович (1913—1944) — Герой Советского Союза, родился в селе Пискошино.